# Lālganj (ort i Indien, Bihar)
Lālganj är en ort i Indien.   Den ligger i distriktet Vaishali och delstaten Bihar, i den nordöstra delen av landet, 900 km öster om huvudstaden New Delhi. Lālganj ligger 59 meter över havet och antalet invånare är 31 879.
Terrängen runt Lālganj är mycket platt. Runt Lālganj är det mycket tätbefolkat, med 2 181 invånare per kvadratkilometer. Det finns inga andra samhällen i närheten. Trakten runt Lālganj består till största delen av jordbruksmark.